# Антанас Смятона
Антанас Смятона (лит. Antanas Smetona; 10 серпня 1874, Ужуленіс — 9 січня 1944, Клівленд) — литовський державний діяч, перший і четвертий президент Литви (1919-1920, 1926—1940).

## Життєпис

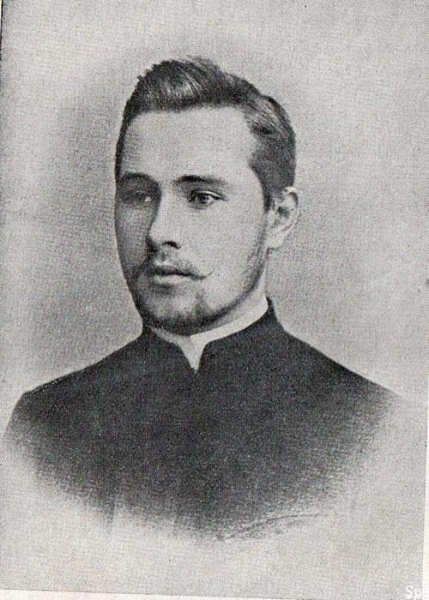
Антанас Смятона студент юридичного факультету.

Народився 10 серпня 1874 року у селі Ужуленіс (Вількомирський повіт, Ковенська губернія, Російська імперія). Початкову школу закінчив у Тавенаї, брав приватні уроки у Вількомирі (нині Укмерге) та Лібаві. 1893 року закінчив прогімназію в Паланзі і вступив до гімназії в Мітаві (нині Єлґава), брав участь у таємній учнівській патріотичній організації. Був виключений за протест проти обов'язкової участі в православних богослужіннях. Закінчив гімназію в Санкт-Петербурзі 1897 року і вступив до Петербурзького університету на юридичний факультет, двічі виключався з нього, але закінчив у 1902 році. Працював у Вільно в Земельному банку.

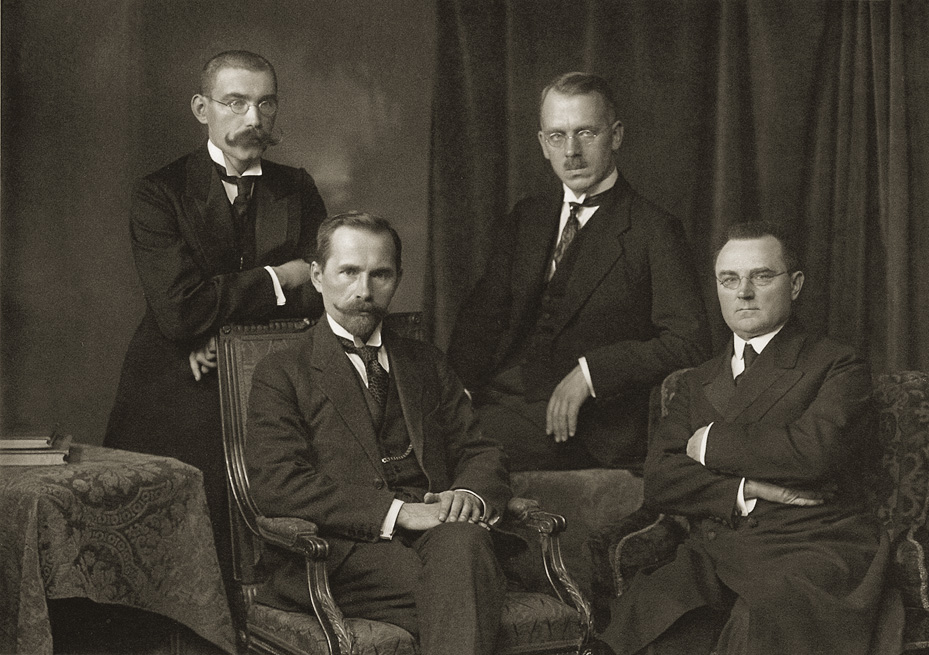
Президія Ради Литви (1918): Антанас Смятона, Юстінас Стаугайтіс (сидять), Йокубас Шярнас, Юргіс Шауліс

Був редактором заснованої разом з Юозасом Тумасом газети «Viltis» («укр. Надія»), журналу «Vairas» («укр. Кермо»), співпрацював у газеті «Vilniaus žinios»(«укр. Віленські вісті»), деякий час був фактичним редактором щотижневої газети «Lietuvos ūkininkas» («укр. Литовський господар»). Брав участь у з'їзді литовців у Вільно 4–5 грудня 1905 року («Великий Вільнюський сейм»), на якому було висунуто вимогу автономії Литви.
Під час Першої світової війни був першим віце-головою, а потім — і головою Центрального комітету литовського товариства допомоги постраждалим від війни — політичного центру, навколо якого гуртувалися литовці. 18-22 вересня 1917 року на Литовській конференції у Вільнюсі Смятону обрано головою Тариби — литовської Ради. 16 лютого 1918 року Тариба проголосила незалежність Литви.
З 4 квітня 1919 року до 19 квітня 1920 року був першим президентом Литви.
У 1920—1924 роках був керівником Партії національного прогресу (лит. Tautos Pažangos Partija). До 1924 року брав участь у діяльності патріотичної парамілітарної організації Стрілецької спілки Литви (лит. Lietuvos šaulių sąjunga). 1924 року став одним з організаторів Спілки литовських народовців, а пізніше (у 1925—1926 роках) — її головою.
У 1922—1927 роках був членом Литовської демократичної партії (лит. Lietuvių demokratų partija).

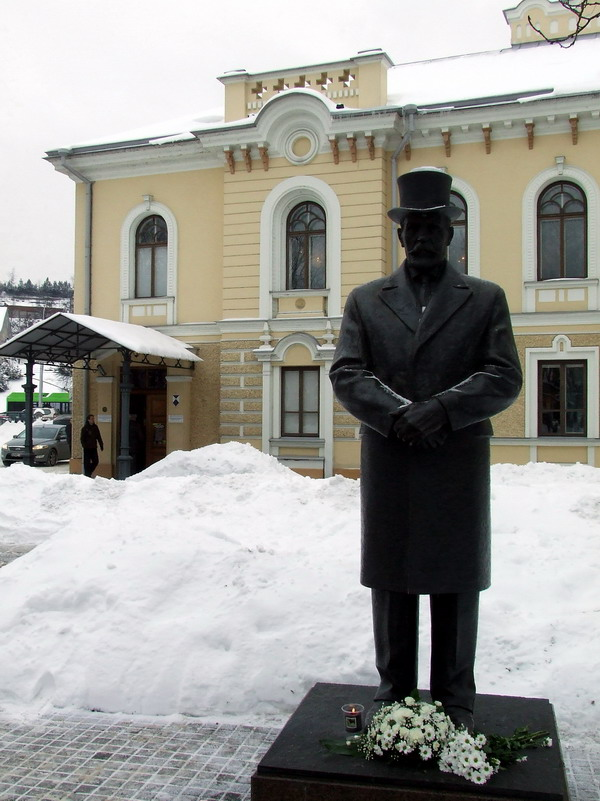
Пам'ятник Антанасу Смятоні у Каунасі

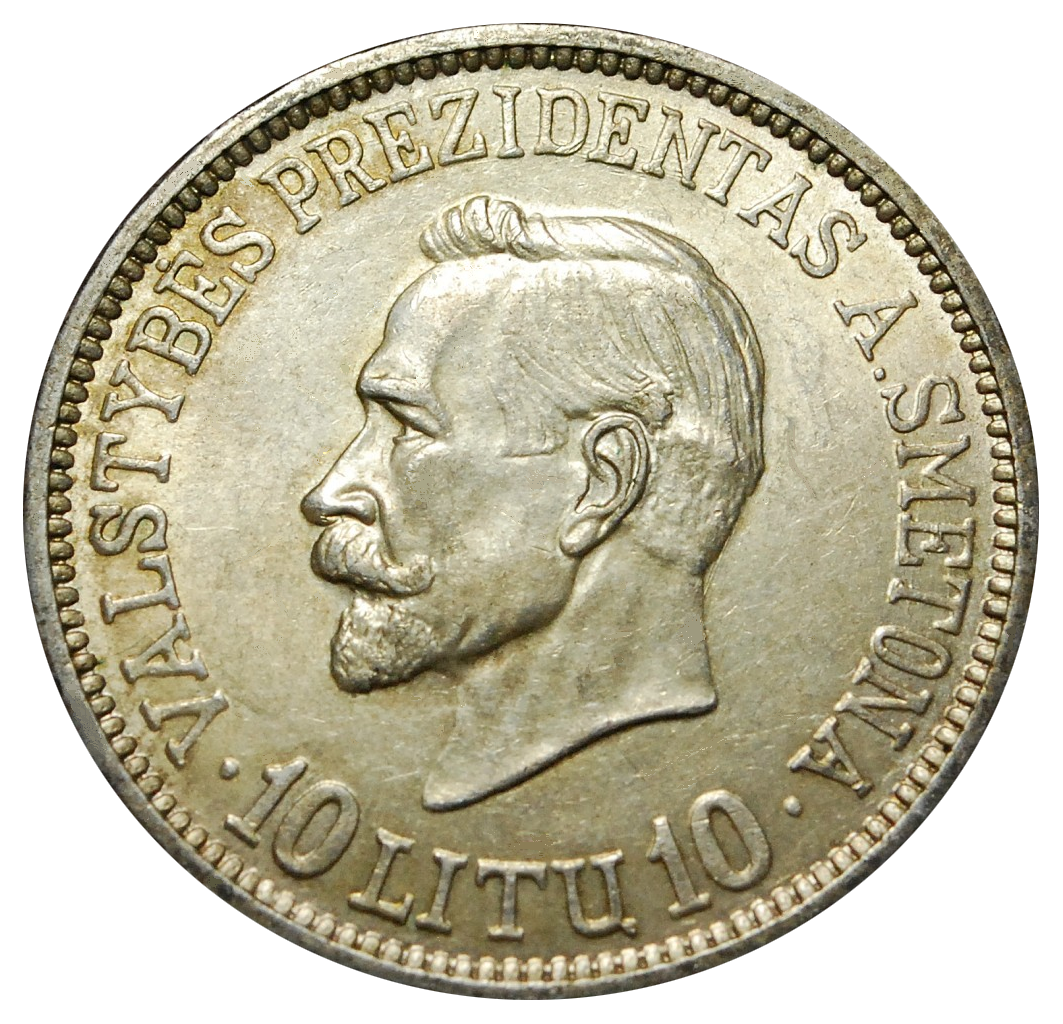
Профіль Смятони на ювілейній монеті 10 литів (1938)

У 1923—1927 роках викладав у Литовському університеті в Каунасі етику, давню філософію, стилістику литовської мови. З 1926 року — доцент. У 1932 році здобув ступінь почесного доктора філософії Університету Вітовта Великого.

### Військовий переворот
Антанас Смятона є одним з керівників та організаторів військового державного перевороту 17 грудня 1926 року, під час якого була усунена влада лівоцентристської коаліції. У день перевороту був обраний президентом Литви; пізніше переобирався у 1931 і 1938 роках, очоливши авторитарний режим.

### Еміграція
Напередодні окупації Радянським Союзом Литви у 1940 році Антанас Смятона передав свої повноваження Антанасу Мяркісу і переїхав до Третього Райху, а потім до Швейцарії. Свої останні роки провів у США, де 9 січня 1944 року загинув під час пожежі (Клівленд, Огайо).